# Palazzo Dandolo

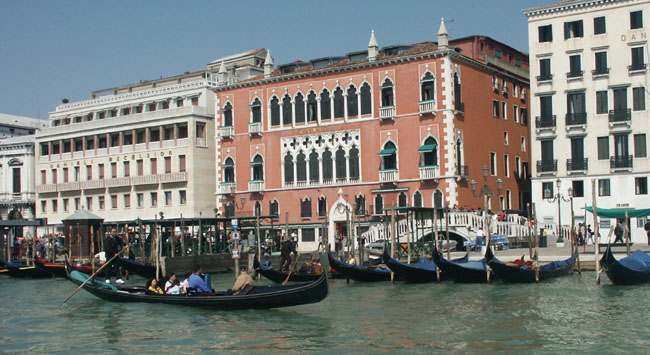
Facciata principale.

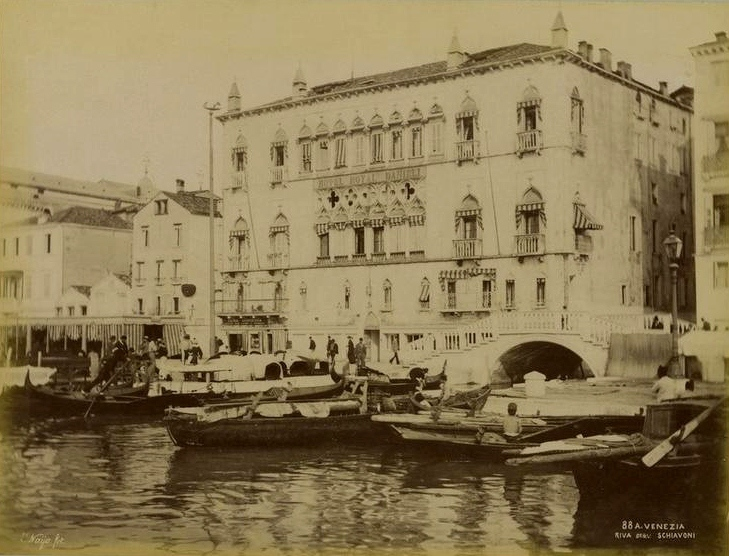
Foto d'epoca di Carlo Naya.

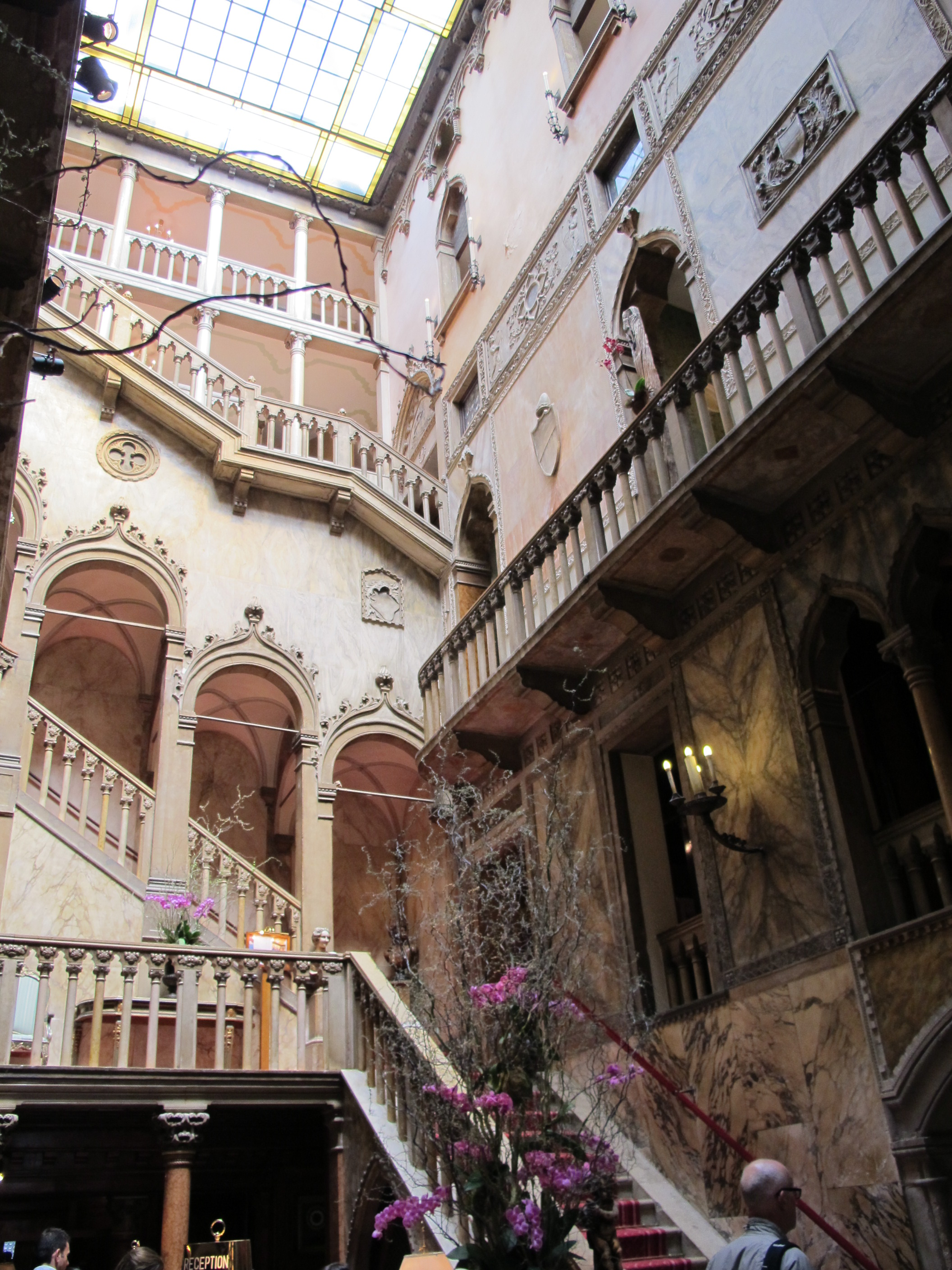
L'atrio centrale decorato in stile moresco.

Palazzo Dandolo, sede dell'hotel Danieli, è un edificio veneziano sito nel sestiere di Castello ed affacciato sulla riva degli Schiavoni, poco distante da piazza San Marco.

## Storia
Il palazzo fu edificato per la famiglia Dandolo nel XIV secolo. La proprietà del palazzo fu poi spartita fra le componenti femminili della famiglia. Nel 1536 il palazzo venne in parte acquistato dalla famiglia Gritti. In seguito passò ai Bernardo, ai Mocenigo e ai Nani. Il palazzo ospitò vari ricevimenti. Nel 1530 vi si festeggiò l'elezione del re d'Ungheria e Boemia a re dei Romani e nel 1629 si tenne in questo palazzo il ricevimento per le nozze fra Giustiniana Mocenigo (appartenente alla famiglia proprietaria del palazzo) e Lorenzo Giustinian. In quest'ultima occasione venne eseguito il dramma musicale Proserpina rapita di Giulio Strozzi. Nel 1822 l'edificio fu acquistato da Giuseppe Dal Niel, detto Danieli, che lo trasformò in hotel. Fu quindi effettuato un importante restauro, che ne mutò lo stile degli interni rendendolo neogotico. Tale operazione fu progettata dall'architetto Tranquillo Orsi.

## Architettura

### Esterni
Il palazzo presenta una chiara matrice gotica per quanto concerne la decorazione della facciata, incorniciata da cornici in pietra d'Istria, la cui potenza espressiva si concentra nell'esafora del primo piano nobile. Essa è sormontata da sette fioroni gotici, cinque quadrilobi e due semi-quadrilobi e affiancata da una coppia di monofore per lato, anche queste decorate con trilobo. Al secondo piano è presente un'octafora particolarmente insolita, dal ritmo eccezionalmente serrato. Al piano terra si trova un portale in pietra d'Istria, dall'aspetto semplice.

### Interni
Gli interni, rivisitati secondo una chiave neogotica, presentano numerosi richiami al periodo medievale. Elemento centrale della composizione è l'atrio principale, dominato da una scalinata dorata e dalle gallerie decorate con archi moreschi e con colonnine orientaleggianti. Questa operazione di restauro è un esempio di come l'immagine decadente di Venezia affascinasse i turisti internazionali. L'interno contiene pure opere d'arte, mobili d'epoca e lampadari realizzati a Murano.

## L'hotel Danieli
L'hotel Danieli è un albergo della città, che ha avuto come ospiti personaggi famosi e regnanti europei.
Nel 1948 l'albergo fu oggetto di un ampliamento quando gli edifici che lo separavano dal Palazzo delle Prigioni furono demoliti e venne edificata una dépendance, conosciuta come palazzo Danieli Excelsior su progetto dell'architetto Virgilio Vallot (1901–1982). Tale cantiere venne contestato con feroci polemiche in quanto in quel luogo era stato ucciso il doge Vitale II Michiel e dal 1172, anno dell'omicidio, non era stato più concesso di costruirvi edifici più alti di un piano.
L'hotel Danieli fa parte dei Locali storici d'Italia.